# Verstruweling

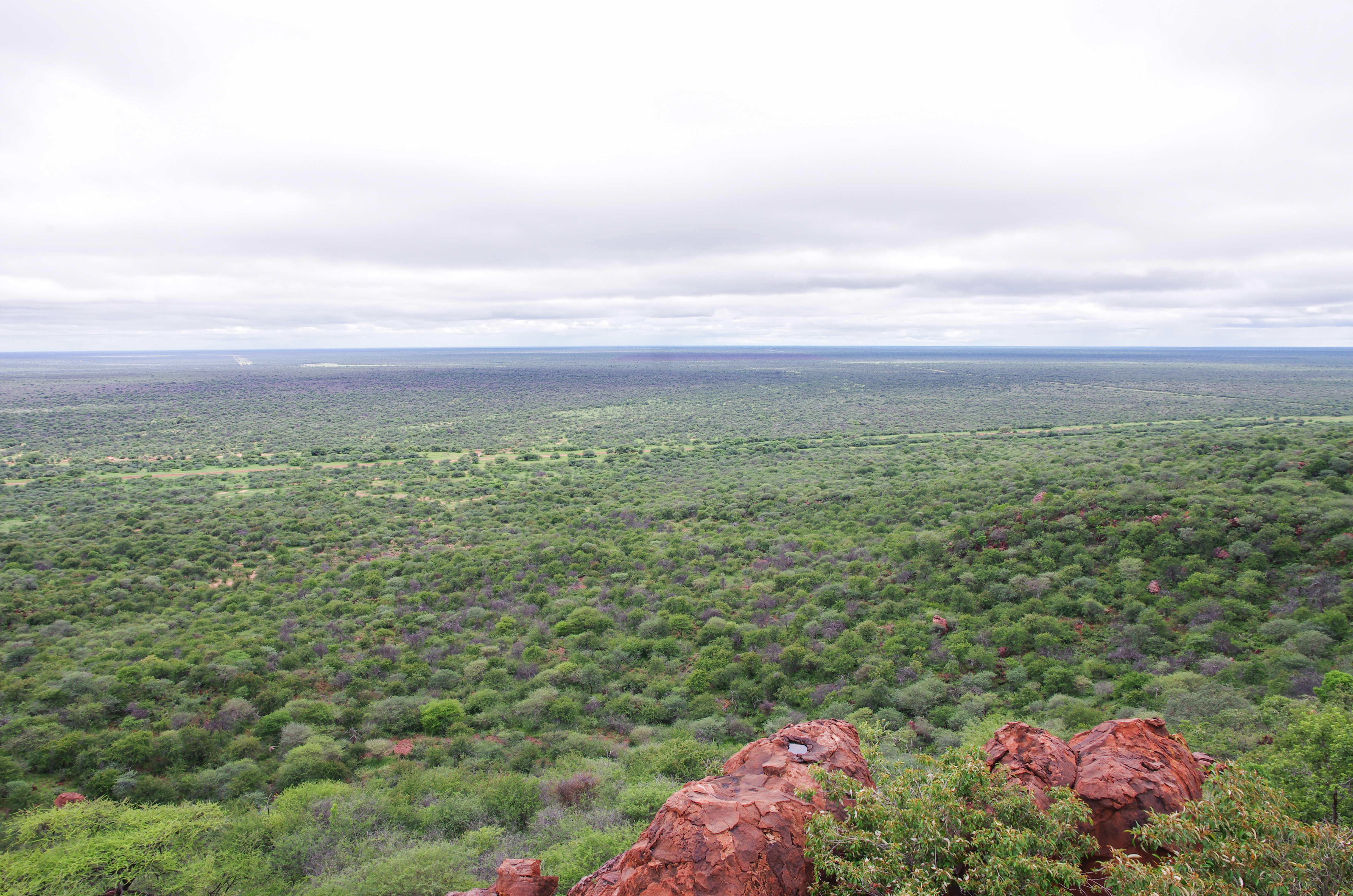
Zicht op een uitgestrekt verstruweeld landschap in Namibië.

In de ecologie en het natuurbeheer wordt met verstruweling of verstruiking het verschijnsel bedoeld waarbij struiken ongewenst tot dominantie komen en daardoor de andere (gewenste) soorten van een vegetatietype verdringen. Verstruweling wordt tot de ver-thematiek gerekend.
Afhankelijk van de standplaats kan verstruweling verscheidene oorzaken hebben. Doorgaans komt het door gebrek aan beheersmaatregelen (bijvoorbeeld maaien). Andere oorzaken kunnen bijvoorbeeld zijn: verdroging, verlanding, eutrofiëring en het wegvallen van de plaatselijke natuurdynamiek.